# Bruno Tognaccini
Bruno Tognaccini (Pian di Scò, 13 december 1932 – aldaar, 13 augustus 2013) was een Italiaans wielrenner. Hij was profrenner van 1953 tot en met 1962. Hij reed tijdens zijn carrière uitsluitend voor Italiaanse wielerteams. Hij behaalde vooral overwinningen in rittenwedstrijden waaronder een ritzege in de Vuelta a España. 

## Belangrijkste overwinningen
1956
- Trofeo Matteotti
- 6e etappe Tour d'Europe

1957
- 10e etappe Vuelta a España

1958
- 2e etappe deel B Roma-Napoli-Roma

## Resultaten in voornaamste wedstrijden
| Jaar | Ronde van Italië | Ronde van Frankrijk | Ronde van Spanje |
| ---- | ---------------- | ------------------- | ---------------- |
| 1953 |                  |                     |                  |
| 1954 |                  |                     |                  |
| 1955 |                  |                     |                  |
| 1956 | 35e (1)          |                     |                  |
| 1957 | 65e              | opgave              | 40e (1)          |
| 1958 | 72e              |                     |                  |
| 1959 |                  |                     |                  |

| Jaar | Milaan-San Remo | Parijs-Roubaix | Ronde van Lombardije |
| ---- | --------------- | -------------- | -------------------- |
| 1953 |                 |                | 14e                  |
| 1954 |                 |                | 31e                  |
| 1955 |                 |                | 76e                  |
| 1956 | 107e            | 61e            | 26e                  |
| 1957 | 72e             |                |                      |
| 1958 | 78e             |                |                      |
| 1959 |                 |                | 86e                  |